# Abdoulaye Sissoko
Abdoulaye Sissoko (ur. 18 lipca 1992 w Bamako) – malijski piłkarz grający na pozycji napastnika. Reprezentant kraju.

## Kariera

### Kariera klubowa
Abdoulaye Sissoko urodził się w Bamako i tam zaczynał swoją karierę. 1 lipca 2008 roku trafił z młodzieżówki Stade Malien do pierwszego zespołu. W swoim pierwszym sezonie (2008/2009) zajął z drużyną trzecie miejsce. W sezonach 2009/2010 i 2010/2011 zdobywał z klubem mistrzostwo kraju. W sezonie 2011/2012 był drugi, ale w sezonach 2012/2013–2014/2015 nieprzerwanie zostawał krajowym mistrzem. W sezonach 2012/2013 i 2014/2015 dołożył do tego krajowy puchar. Nie są znane jego występy ligowe w tym klubie. Z tym klubem występował także w pucharze CAF. Zadebiutował tam 1 kwietnia 2012 roku w zremisowanym bezbramkowo starciu przeciwko Tonnerre d'Abomey FC, zremisowanym bezbramkowo. 14 dni później strzelił swoją pierwszą bramkę, przeciwko temu samemu rywalowi, a mecz zakończył się zwycięstwem 5:2. Abdoulaye Sissoko strzelił wtedy gola w 84. minucie, ustalając wynik spotkania. Łącznie w pucharach Abdoulaye Sissoko rozegrał 13 meczów i trzykrotnie trafił do siatki.
17 sierpnia 2015 roku został zawodnikiem Esperance Tunis. W tunezyjskim klubie zadebiutował 20 września 2015 roku w starciu przeciwko Etoile Sportive Metlaoui wygranym 1:0. Łącznie rozegrał tam 3 mecze i zdobył krajowy puchar.
Od 4 sierpnia 2016 roku do 11 maja 2017 roku pozostawał bez klubu, kiedy został zawodnikiem TP Mazembe. W sezonach 2016/2017 i 2018/2019 zostawał z tym klubem krajowym mistrzem. Grał także w pucharze CAF. 15 maja 2019 roku strzelił w tych rozgrywkach pierwszego gola. Strzelił w 55. minucie ustalając wynik spotkania z Difaâ El Jadida, wygranym 0:2. Łącznie w międzynarodowych rozgrywkach Abdoulaye Sissoko z zespołem TP Mazembe zagrał 10 meczów, raz strzelił gola i asystował dwukrotnie.
19 lipca 2019 roku przeniósł się do Moghrebu Tétouan. W marokańskim klubie zadebiutował 14 września 2019 roku w meczu przeciwko FARowi Rabat, gdzie strzelił gola, a jego zespół wygrał 2:0. Do siatki trafił w 16. minucie spotkania, otwierając wynik. W tym zespole asystował raz – w ćwierćfinale pucharu kraju asystował w meczu przeciwko Rapide Oued Zem, wygranym 4:1. Asystował przy bramce w 37. minucie. Łącznie w Tetuanie Abdoulaye Sissoko rozegrał 21 meczów (19 ligowych), cztery razy trafił do siatki i raz asystował.
Od 30 listopada 2020 roku pozostaje bez klubu.

### Kariera reprezentacyjna
Abdoulaye Sissoko zadebiutował w reprezentacji kraju 6 lipca 2013 roku w meczu przeciwko Gwinei, wygranym 3:1. Pierwszą bramkę strzelił 11 stycznia 2014 roku w spotkaniu przeciwko Nigerii, wygranym 2:1. W latach 2013–2016 Abdoulaye Sissoko rozegrał 11 meczów i dwukrotnie trafiał do siatki.